# Harry Toffolo
Harry Toffolo, né le 19 août 1995 à Welwyn Garden City en Angleterre, est un footballeur anglais qui joue au poste d'arrière gauche au Charlotte FC.

## Biographie

### Jeunesse et formation
Toffolo naît à Welwyn Garden City, Hertfordshire, et grandit à Watton-at-Stone où il supporte Chelsea. Il rejoint Norwich City en 2008 dans la catégorie des moins de 14 ans. Trois ans après avoir rejoint le club, Toffolo rejoint le centre de formation en mars 2011. Plus tard cette année-là, il obtient ses premières bourses avec le club.
En 2013, Toffolo joue pour eux lors de la FA Youth Cup 2013, alors que Norwich battait Chelsea 4–2 en finale. Pendant le tournoi, il marque deux fois lors d'une victoire 2-1 contre les moins de 18 ans de Millwall le 31 janvier 2013. Ensuite, Toffolo signe son premier contrat professionnel avec le club.

### Norwich City (2014-2018)
Au cours de la saison 2014-2015, Toffolo est remplaçant et très peu utilisé.
Après la fin de sa période de prêt à Swindon Town, Toffolo prolonge son contrat avec Norwich pour la saison 2015-2016. À la suite de cela, il déclare qu'il est déterminé à rester au club pour se battre pour une place de titulaire. Le 25 août 2015, il fait ses débuts en équipe première pour Norwich, jouant les 90 minutes, lors de la victoire 2-1 du deuxième tour de la Coupe de la Ligue contre Rotherham United, âgé de 20 ans et 6 jours. Après le match, sa performance est saluée par le manager Alex Neil. Peu de temps après, Toffolo signe une prolongation de contrat de deux ans avec le club.
Il commence la saison 2016-2017, lors la victoire 6-1 contre Peterborough United le 30 août 2016, et délivre deux passes décisives. Après la fin de sa période de prêt à Scunthorpe United à la fin de la saison 2016-2017, Toffolo prolonge à nouveau son contrat avec Norwich pour la saison 2017-2018.

### Périodes de prêt

#### Swindon Town (2014-2015)
Le 20 octobre 2014, Toffolo rejoint Swindon Town en prêt pendant un mois. Il fait ses débuts en tant que remplaçant lors du match nul 2–2 à domicile contre Colchester United et joue son premier match en tant que titulaire lors de la victoire 1–0 à domicile contre Preston North End le 4 novembre. Toffolo s’impose rapidement dans l'équipe première en jouant au poste d'arrière gauche. En conséquence, la période de prêt de Toffolo est prolongée jusqu'à la fin de la saison.
Après être revenu dans l'équipe première pour un match contre Walsall en tant que remplaçant le 26 décembre, Toffolo retrouve ensuite sa première place dans l'équipe après sa blessure pour aider l'équipe à défier ses espoirs de promotion. Il marque son premier but en championnat lors d'une victoire 3-0 à domicile contre Notts County le 7 mars 2015. Après avoir raté les deux manches des play-offs, il fait son retour dans la finale des play-offs contre Preston North End, où il est titulaire, dans une défaite 4-0. Toffolo fait un total de 30 apparitions et marque une fois dans toutes les compétitions, et fournit plusieurs passes décisives.
Pendant son séjour au club, Toffolo s'impose comme l'un des favoris des fans à Swindon, ce qui conduit le Swindon Town Supporters Trust à décider de financer son prêt en janvier 2015. Il fait également la une des journaux pour son engagement avec la communauté locale de Swindon,, et est impliqué dans un certain nombre d'événements caritatifs et de visites d'écoles au-delà des engagements habituels d'apparition des joueurs de club. Il est également ambassadeur de Dementia UK (son grand-père ayant souffert de la maladie).

#### Rotherham United (2015-2016)
Le 19 octobre 2015, il rejoint l'équipe de Championship, Rotherham United en prêt d'un mois. Il fait ses débuts en championnat le lendemain lors d'un match à domicile contre Reading qui se termine par un match nul. Le 23 novembre, son prêt est prolongé jusqu'en janvier 2016. Il joue chaque match depuis qu'il rejoint le club en prêt, s'établissant au poste d'arrière gauche. Cependant, il contracte ensuite un virus, ce qui le tient à l'écart des terrains pendant un mois avant de retourner à Norwich en janvier 2016. Au moment de son départ, il fait sept apparitions.

#### Peterborough United (2016)
Le 21 janvier 2016, Toffolo rejoint Peterborough United, en League One, en prêt jusqu'à la fin de la saison. Toffolo fait ses débuts deux jours après sa signature, commençant une défaite 2-1 contre Gillingham,.

#### Scunthorpe United (2016-2017)
Le dernier jour du mercato, il est prêté à Scunthorpe United pour le reste de la saison,. Toffolo fait ses débuts en tant que remplaçant et entre jeu lors d'une victoire 4-0 contre Southend United. Depuis ses débuts, il commence les sept matches suivants en position d'arrière gauche. Toffolo marque son premier but lors d'une victoire 3-2 contre Bury le 7 janvier 2017. Il est expulsé pour une deuxième infraction réservable lors d'un match nul 1–1 contre Sheffield United le 18 février. Vers la fin de la saison, Toffolo perd sa place de titulaire dans l'équipe après une blessure. Durant cette saison, Toffolo apparaît à 22 reprises et marque deux fois, toutes compétitions confondues.

#### Doncaster Rovers (2017-2018)
Bien qu'il souffre d'une fatigue musculaire lors de la tournée de pré-saison de Norwich City, Toffolo rejoint Doncaster Rovers de League One en prêt du 31 août 2017 au 3 janvier 2018. Toffolo fait sa première apparition lors une défaite 1-0 à Northampton Town, étant remplacé à la mi-temps par James Coppinger alors que Doncaster avait pris du retard et avait changé de formation. Cependant, il commence sur le banc des remplaçants, en raison de problèmes de forme physique ainsi que de la concurrence de Danny Andrew et Craig Alcock au poste d'arrière gauche. Peu de temps après, il gagne sa place dans le onze de départ.

### Millwall (2018)
Le 29 janvier 2018, Toffolo signe pour le club de Championship, Millwall. Un accord jusqu'à la fin de la saison est établi. Il est ensuite libéré par Millwall à la fin de la saison 2017-2018 sans jouer le moindre match.

### Lincoln City (2018-2020)
Le 12 juin 2018, Toffolo signe pour le club de League Two de Lincoln City pour un contrat de deux ans. Il dispute chacun des 46 matchs de Lincoln cette saison-là et remporte une place dans l'équipe de l'année de la PFA League Two.

### Huddersfield Town (2020-2022)
Le 17 janvier 2020, Toffolo signe un contrat de deux ans et demi avec Huddersfield Town pour un montant non divulgué. Il fait ses débuts le lendemain lors du match nul 0-0 contre Brentford.

### Nottingham Forest (depuis 2022)
Après la défaite d'Huddersfield Town lors de la finale des barrages du championnat EFL 2022, Toffolo et son coéquipier Lewis O'Brien rejoignent l'équipe de Premier League, Nottingham Forest, qui a battu Huddersfield Town lors de la finale susmentionnée.

### Carrière internationale
Né en Angleterre, Harry Toffolo est éligible pour jouer pour l'Angleterre et l'Italie par l'intermédiaire de la famille de son père,.
Fin février 2013, il est appelé pour la première fois par l'équipe d'Angleterre des moins de 18 ans. Il fait ses débuts avec l'Angleterre U18 lors d'un match amical contre la Belgique le 15 mars 2013 à l'âge de 17 ans, 6 mois et 14 jours, au cours duquel son pays perd 1-0. Cela s'avère être sa seule apparition pour l'Angleterre U18.
Plus tard en 2013, Toffolo est appelé pour la première fois avec l'équipe des moins de 19 ans. Le 5 septembre 2013, il fait ses débuts avec les U19 d'Angleterre lors d'un match amical contre l'Estonie U19, où ils gagnent 6-1. Il participe ensuite à un tournoi de qualification de l'UEFA en Slovénie, disputant les matches contre la Slovénie U19 et la Suisse U19, alors que l'Angleterre terminait vainqueur de groupe.
En mars 2015, Toffolo est appelé pour la première fois dans l'équipe d'Angleterre U20. Ses débuts en U20 ont eu lieu lors d'un match amical contre les États-Unis le 29 mars 2015, à Home Park, que l'Angleterre a remporté 2-1. Il est sélectionné dans le groupe de 23 joueurs pour participer au tournoi de la Coupe Mercedes Benz en octobre 2015. Il joue les 90 minutes durant la victoire 3-1 contre les Pays-Bas  et est sorti du banc à la 63e minute et a délivré une passe décisive sur le but gagnant lors de la victoire 2-1 contre la Turquie. Il a de nouveau joué les 90 minutes du dernier match, une défaite 1-0 contre les hôtes, l'Allemagne.

## Vie privée
En août 2016, sa petite amie Annie Bell donne naissance au premier enfant du couple, un garçon nommé Luca Stefano,.

## Palmarès

### En club
Lincoln City
- Vainqueur de la League Two en 2018-2019 [68]

### Individuel
- Membre de l'équipe PFA de l'année : 2018-19 League Two [51]